# Picachulo
Picachulo ist eine Streusiedlung im Departamento Chuquisaca im südamerikanischen Andenstaat Bolivien.

## Lage im Nahraum
Picachulo liegt in der Provinz Oropeza und ist der drittgrößte Ort des Cantón Quila Quila im Municipio Sucre. Die Ortschaft liegt auf einer Höhe von 2936 m in einem Erosions-Talkessel südlich des Maragua-Kraters zwischen dem Río Khipin Mayu und dem Río Saychuyu Mayu, die beide über den Río Purunquilla zum Río Pilcomayo hin fließen.

## Geographie
Picachulo liegt östlich des bolivianischen Altiplano am Westrand der Cordillera Central. Das Klima ist ein gemäßigtes Höhenklima und ein typisches Tageszeitenklima, bei dem die mittlere Temperaturschwankung im Tagesverlauf stärker ausfällt als im Jahresverlauf.
Die Jahresdurchschnittstemperatur in der Region liegt bei etwa 16 °C (siehe Klimadiagramm Sucre), die Monatsdurchschnittswerte schwanken zwischen 14 °C im Juni/Juli und 17 °C im Oktober/November. Der Jahresniederschlag beträgt etwa 700 mm und weist fünf aride Monate von Mai bis September mit Monatswerten unter 25 mm auf, und eine deutliche Feuchtezeit von Dezember bis Februar mit Monatsniederschlägen zwischen 125 und 150 mm.

## Verkehrsnetz
Picachulo liegt in einer Entfernung von 31 Straßenkilometern südwestlich von Sucre, der Hauptstadt des Departamentos.
Durch Sucre führt die 976 Kilometer lange Nationalstraße Ruta 6, die vom bolivianischen Tiefland an der Grenze zu Paraguay im Osten über Padilla nach Sucre und weiter nach Oruro im Hochland führt. Von Sucre aus führt in westliche Richtung eine unbefestigte Landstraße, die weiter nach Südwesten Richtung Quila Quila führt. Knapp drei Kilometer vor Quila Quila zweigt eine kleine unbefestigte Nebenstraße nach rechts ab und erreicht Picachulo nach zweieinhalb Kilometern. 

## Bevölkerung
Die Einwohnerzahl der Ortschaft ist in dem Jahrzehnt zwischen den beiden letzten Volkszählungen geringfügig angestiegen:
| Jahr | Einwohner         | Quelle       |
| ---- | ----------------- | ------------ |
| 1992 | keine Detaildaten | Volkszählung |
| 2001 | 356               | Volkszählung |
| 2012 | 364               | Volkszählung |
| 2024 |                   | Volkszählung |

Die Region weist einen hohen Anteil an Quechua-Bevölkerung auf, im Municipio Sucre sprechen 61,6 Prozent der Bevölkerung Quechua.